# Sultana bint Abdulaziz Al Saud
Sultana bint Abdulaziz Al Saud (en árabe: سلطانة بنت عبد العزيز آل سعود‎; c. 1928 –  7 de julio de 2008) fue miembro de la realeza saudí, perteneciente a la Casa de Saúd y hermana del Rey Abdalá.

## Biografía
Sultana nació alrededor de 1928. Era hija del Rey Abdulaziz y su duodécima mujer, Mudhi de origen armenio. La princesa Sultana era hermana de Sattam, Majid y Haya.
Sultana bint Abdulaziz murió el 7 de julio de 2008, a los 80 años, después de una larga enfermedad. Su funeral se celebró el 8 de julio de 2008 en Riyadh. Llegaron mensajes de pésames del Rey Abdalá, el rey Hamad bin Isa Al Jalifa de Bahrein, y del Emir Hamad bin Jalifa Al Thani y su hijo Tamim bin Hamad Al Thani.